# Ялинівка (Пулинська селищна громада)
Яли́нівка — село в Україні, в Житомирському районі, Житомирської області. Населення становить 331 осіб.

## Історія
Колишня назва Старчанка.У 1906 році село Пулинської волості Житомирського повіту Волинської губернії. Відстань від повітового міста 26 верст, від волості 12. Дворів 23, мешканців 258.
Колишній орган місцевого самоуправління — Ялинівська сільська рада.